# Nozeroy
Nozeroy ist eine französische Gemeinde im Département Jura in der Region Bourgogne-Franche-Comté. Es gehört zum Kanton Saint-Laurent-en-Grandvaux im Arrondissement Lons-le-Saunier.

## Geographie
Nozeroy liegt auf 792 m, etwa zehn Kilometer ostnordöstlich der Stadt Champagnole (Luftlinie). Das Dorf erstreckt sich im Jura, auf einem Hügel im Val de Mièges, zwischen den Talniederungen von Serpentine im Norden und Settière im Süden.
Die Fläche des 3,74 km² großen Gemeindegebiets umfasst einen Abschnitt des französischen Juras. Der Hügel von Nozeroy, der rund 60 m von den umliegenden Tälern aufragt, bildet den zentralen Teil des Gebietes. Er ist durch einen nach Osten ausgreifenden Rücken mit der Höhe von Longcochon verbunden. Mit 834 m wird auf dem Höhenrücken westlich von Longcochon die höchste Erhebung von Nozeroy erreicht. Begrenzt wird das Gemeindeareal im Norden und Westen von der Serpentine und im Süden von deren Zufluss Settière. Beide Bäche fließen mit gewundenem Lauf durch breite Talniederungen, die überwiegend von Wiesland bestanden sind. Mit einem schmalen Zipfel erstreckt sich das Gemeindeareal nach Süden entlang der Serpentine bis in den bewaldeten Talkessel, in dem der Ain mit einer Karstquelle (Vaucluse-Typ) entspringt.
Nachbargemeinden von Nozeroy sind Mièges und Molpré im Norden, Longcochon im Osten, Rix und La Favière im Süden sowie Conte und Doye im Westen.

## Geschichte

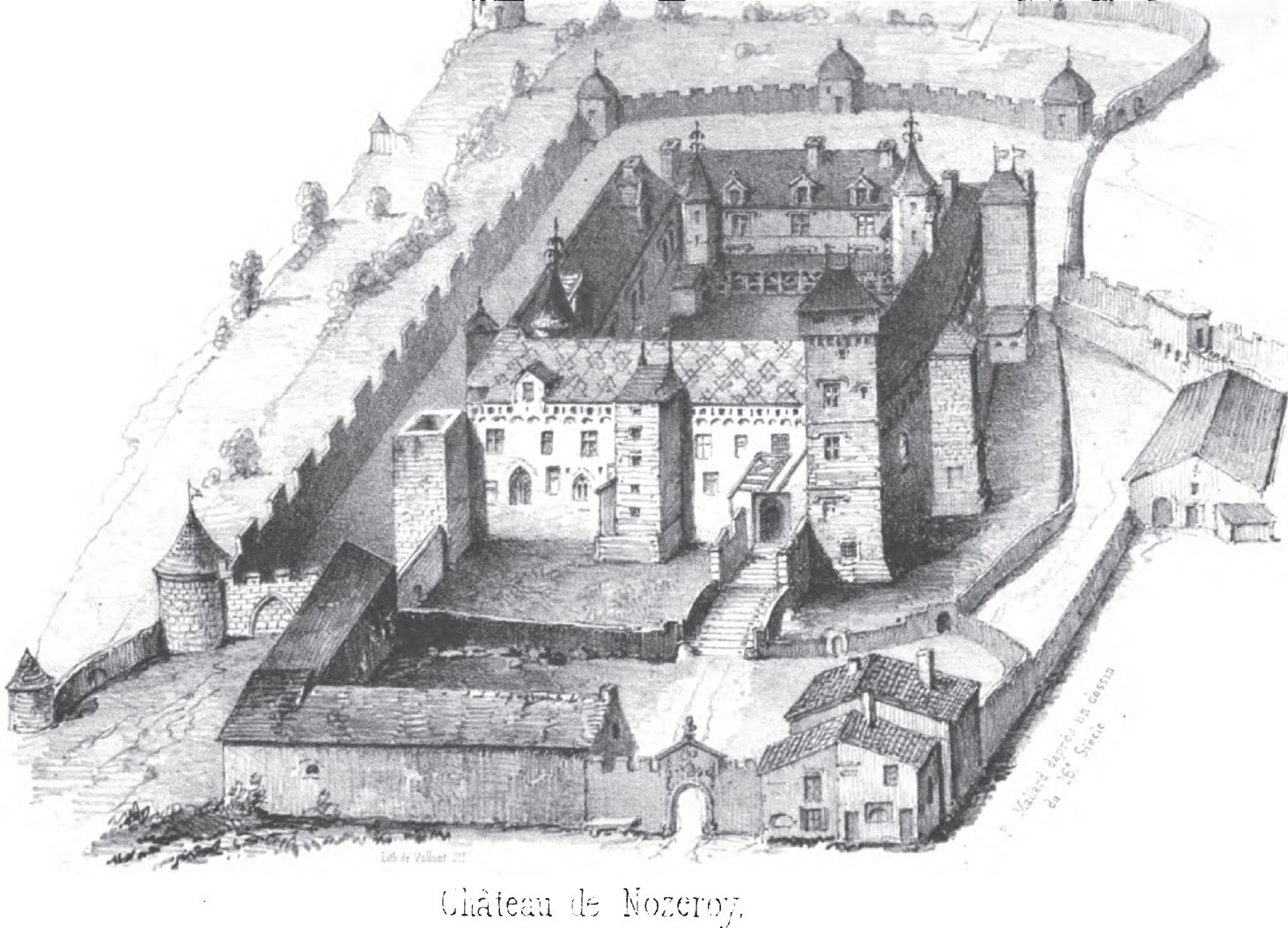
Schloss von Nozeroy, um 1840 gezeichnet nach Unterlagen aus dem 16. Jahrhundert

Das im Mittelalter gegründete Nozeroy war Mittelpunkt einer Baronie, die das Val de Mièges umfasste und den Grafen von Chalon gehörte. Im 13. Jahrhundert wurde eine große Burg erbaut. In dieser Zeit wurde Nozeroy mit einem Befestigungsgürtel umgeben und mit dem Stadtrecht ausgestattet. In der folgenden Zeitperiode, unter den Herren von Chalon-Arlay, stieg Nozeroy zu einem wichtigen Zentrum der Region auf. Im 15. Jahrhundert ließ Louis II. de Chalon (1390–1463) die mittelalterliche Burg zu einem prachtvollen Schloss umbauen, das damals die „Perle des Juras“ genannt wurde. Nozeroy war Aufenthaltsort von Philipp dem Guten (1396–1467), Ludwig XI. (1423–1483) und Karl dem Kühnen (1433–1477). Zu Beginn des 16. Jahrhunderts zählte es etwa 1200 Einwohner und war Standort zweier Hospitäler. Nach dem Tod des kinderlosen Philibert de Chalon 1530 ging die Oberhoheit von den Chalon-Arlay an seinen Neffen und Erben Renatus aus dem Haus Nassau über.
Der allmähliche Niedergang des Städtchens setzte mit den Pestepidemien im 16. Jahrhundert ein. 1639 wurde Nozeroy im Dreißigjährigen Krieg von Truppen des Herzogs von Sachsen-Weimar eingenommen und geplündert. Zusammen mit der Franche-Comté gelangte das Städtchen mit dem Frieden von Nimwegen 1678 an Frankreich. Das bereits schwer beschädigte Schloss (wovon heute nur Ruinen erhalten sind), die Klarissen- und Annuntiatinnen-Kloster und deren Klosterkirchen wurden im Zuge der französischen Revolution ab 1792 zerstört, die Einwohner bedienten sich anschließend derer Steine für ihre Häuser. Durch einen Stadtbrand wurde Nozeroy 1815 schwer in Mitleidenschaft gezogen.

## Sehenswürdigkeiten

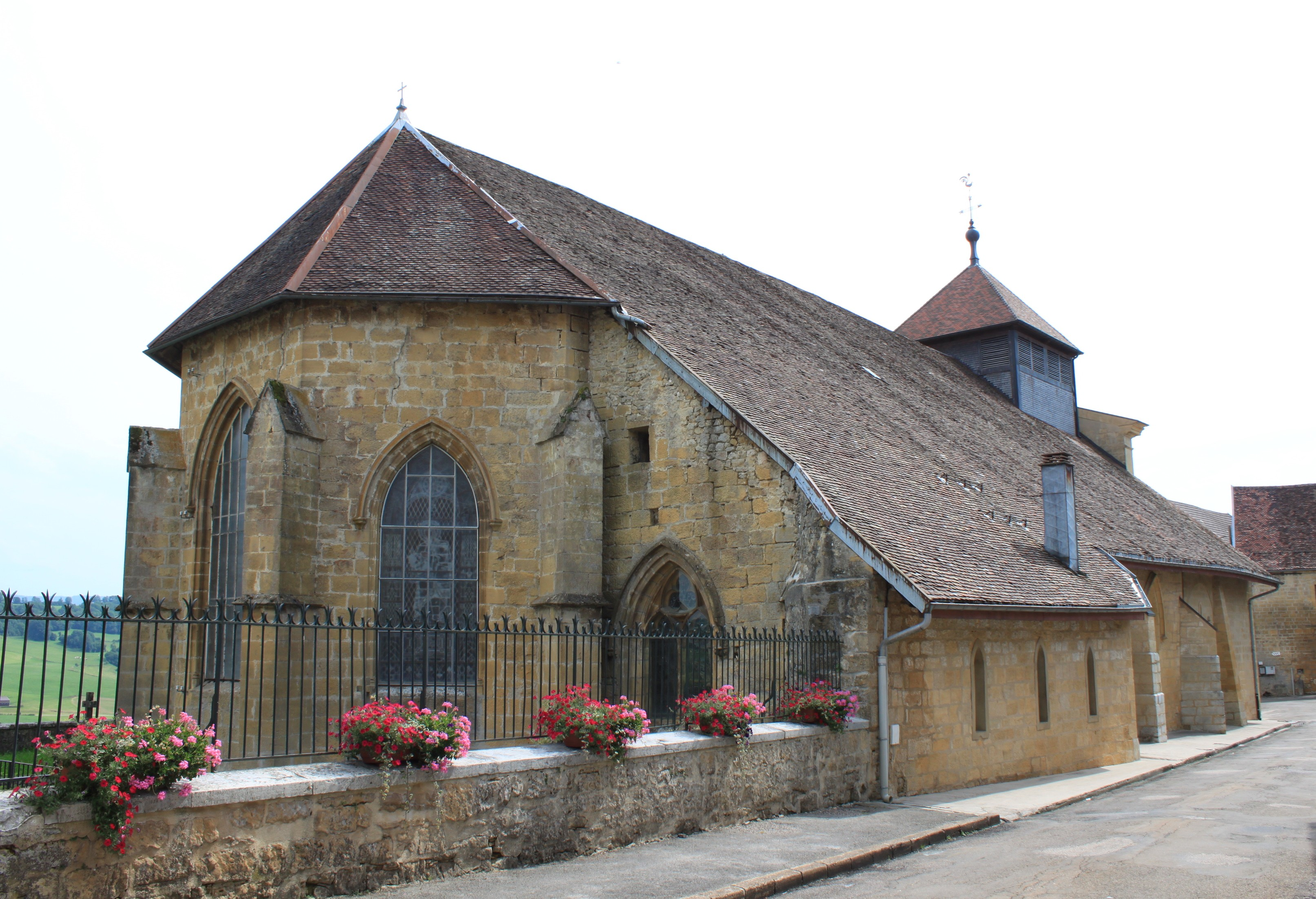
Kollegiatkirche Saint-Antoine

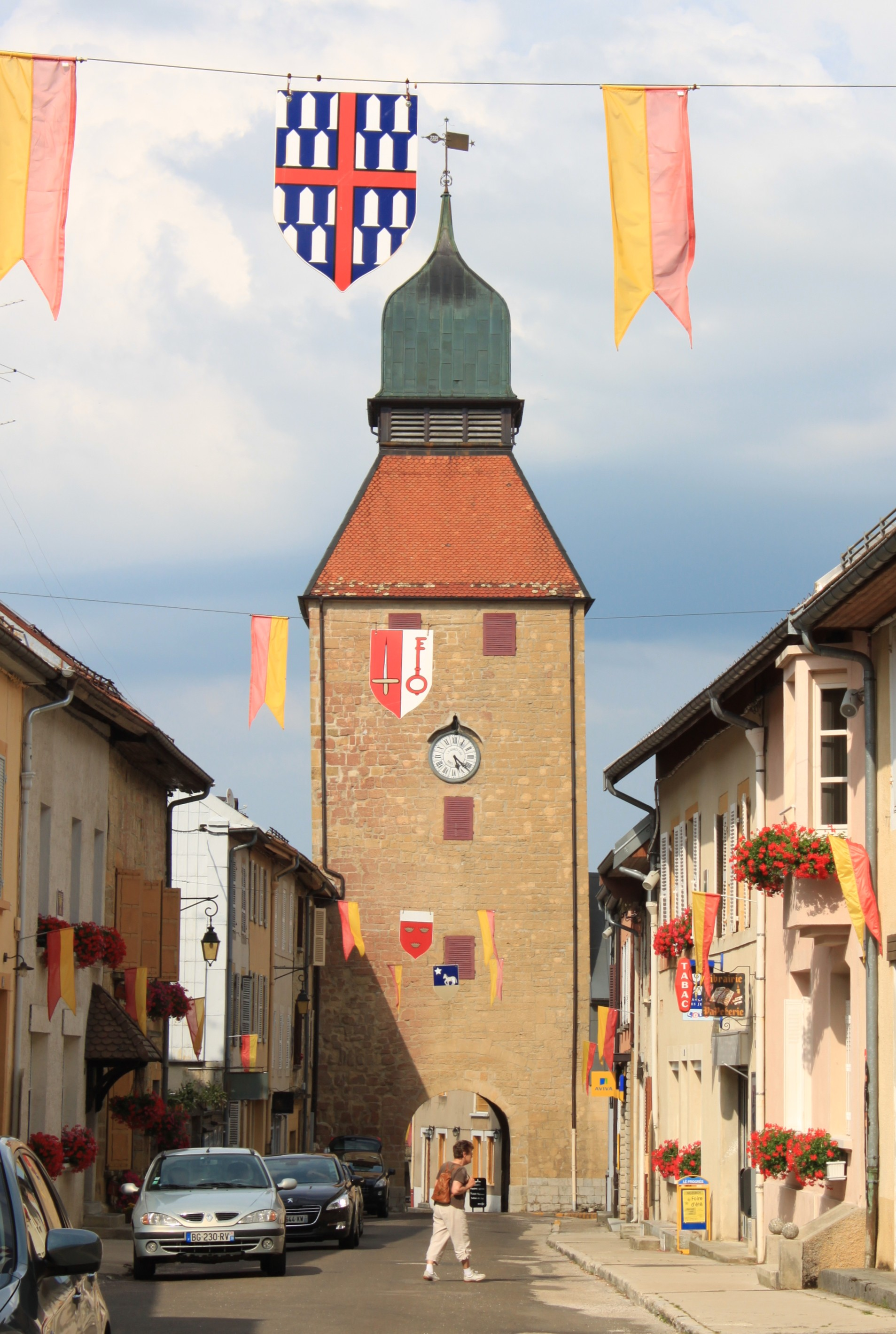
Porte de l’Horloge

Bis heute hat Nozeroy das Gepräge eines mittelalterlichen Städtchens bewahrt. Es zeichnet sich durch schöne Bürgerhäuser aus, die teils mit Arkaden ausgestattet sind und deren Bausubstanz zum Teil bis ins 15. Jahrhundert (Gotik) zurückreicht. Reste der Ummauerung aus dem 13. Jahrhundert sind erhalten. Ebenfalls zur Stadtbefestigung gehören die Porte de l’Horloge, ein 32 m hoher und 1450 erbauter Torturm (Haupteingang zum Städtchen) und die Porte Nods aus dem 15. Jahrhundert mit Zugbrücke. Das ursprünglich aus dem 13. Jahrhundert stammende Schloss wurde 1424 restauriert und umgestaltet und 1754 zerstört; erhalten sind die Ruinen am Südwestrand des Städtchens.
Die Kollegiatkirche Saint-Antoine stammt aus dem 14. Jahrhundert, wurde aber in der Folgezeit mehrfach umgebaut und erweitert. Sie besitzt eine reiche Ausstattung, darunter Statuen aus dem 15. und 16. Jahrhundert. Die Kapelle des Hospitals Sainte-Barbe besitzt einen Glockenturm von 1523, ein Portal im Flamboyantstil, eine Christusstatue aus Holz (16. Jahrhundert) und verschiedene Goldschmiedearbeiten aus dem 18. Jahrhundert. Die monumentalen Gebäude des Minoritenklosters wurden bis 1642 erbaut.
Zu den Natursehenswürdigkeiten zählt die Karstquelle des Ain (Source de l’Ain).

## Bevölkerung
| Jahr                       | 1806 | 1846 | 1886 | 1921 | 1962 | 1968 | 1975 | 1982 | 1990 | 1999 | 2005 | 2015 | 2019 |
| -------------------------- | ---- | ---- | ---- | ---- | ---- | ---- | ---- | ---- | ---- | ---- | ---- | ---- | ---- |
| Einwohner                  | 836  | 979  | 815  | 463  | 433  | 416  | 431  | 429  | 416  | 422  | 398  | 437  | 408  |
| Quellen: Cassini und INSEE |      |      |      |      |      |      |      |      |      |      |      |      |      |

Mit 396 Einwohnern (Stand 1. Januar 2022) gehört Nozeroy zu den kleinen Gemeinden des Départements Jura. Nachdem die Einwohnerzahl in den drei Jahrzehnten um die Jahrhundertwende 1900 beinahe halbiert wurde, wurden seit dem Ende des Ersten Weltkriegs nur noch geringe Schwankungen verzeichnet.

## Wirtschaft und Infrastruktur
Nozeroy war stets ein durch die Landwirtschaft und den Kleinhandel geprägtes Städtchen. Heute gibt es verschiedene Betriebe des Kleingewerbes, vor allem im Bereich des Einzelhandels und der Käseherstellung. Nozeroy ist Standort eines Spitals und einer Sekundarschule. Viele Erwerbstätige sind auch Wegpendler, die in den größeren Ortschaften der näheren und weiteren Umgebung ihrer Arbeit nachgehen.
Die Ortschaft liegt abseits der größeren Durchgangsstraßen an einer Departementsstraße, die von Censeau nach Les Planches-en-Montagne führt. Weitere Straßenverbindungen bestehen mit Molpré, Longcochon, Rix und Doye.

## Brauchtum
Seit 1986 wird alljährlich im Juli das Fest Assaut des Remparts (Sturm auf die Stadtmauer) durchgeführt, mit dem mittelalterliche Kultur und Traditionen hochgehalten werden.

## Persönlichkeiten
- Luise von Savoyen (Selige) (1462–1503)
- Philibert de Chalon (1502–1530), letzter Fürst von Orange (Oranien) aus dem burgundischen Haus Chalon
- Gilbert Cousin, auch Gilbertus Cognatus Nozerenus (* 1506 in Nozeroy; † 1572 in Besançon), Humanist und Theologe, Privatsekretär von Erasmus von Rotterdam
- Pierre Claude Pajol (1772–1844), General unter Napoleon, Gouverneur von Paris
- Jean-Marie Sermier (* 1961 in Nozeroy), Politiker (Les Républicains)